# Josefina a Růžena Blažkovy
Josefina a Růžena Blažkovy (pokřtěné Josefa a Rosalie, 20. ledna 1878 Skrýchov – 30. března 1922 Chicago) byly české hudebnice, houslistky a podnikatelky, siamská dvojčata srostlá v oblasti křížové kosti. Získaly dobré hudební vzdělání a následně úspěšně koncertovaly v zahraničí. Po fatálním onemocnění jedné z nich během turné v USA roku 1922 druhá z dvojčat odmítla chirurgický pokus o oddělení a dobrovolně zemřela se svou sestrou.

## Život

### Dětství
Sestry se narodily v obci Skrýchov nedaleko Opařan v jižních Čechách v rodině domkáře Františka Blažka a jeho manželky Rozálie, rozené Duškové. Měly starší sestru Annu a mladšího bratra Františka. Narodily se s formou vzácného genetického fenoménu siamských dvojčat, konkrétně typu pygopagus. Dívky byly spojeny kostěným pásem na úrovni křížové kosti se společnou močovou trubicí a řitním otvorem, každá však s vlastním poševním otvorem (dvojitá pochva byla rozdělená přepážkou). Samotné narození vzbudilo ve vsi i okolí značnou pozornost. Růžena vyrostla jako silnější, při chůzi dvojčat kupředu šla pak ona jako první, Josefina pak kráčela mírně šikmo a vzad. Jinak byly sestry psychicky i fyzicky zcela autonomní: měly různé chutě a nápady, jedna mohla spát, když byla druhá vzhůru, společně nemívaly hlad či žízeň. Dům Blažkových krátce po porodu navštívil také rytíř Otmar Nádherný z Borutína, majitel zdejšího panství sídlící v Jistebnici, který rodině slíbil finanční pomoc. Jeho přičiněním se jim v mládí dostalo náležité péče a hudebního vzdělání, mj. se naučily německy a francouzsky, uměly zpívat, hrát na housle a xylofon.

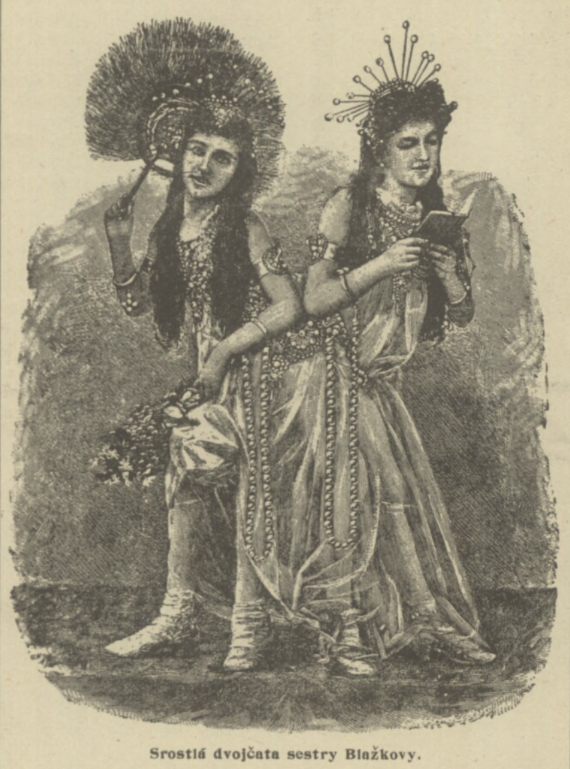
Srostlá dvojčata sestry Blažkovy (noviny amerických Čechů v Omaze Osvěta americká, prosinec 1904)

### Veřejné vystupování
Již v dětství budily zájem tisku. Okolo dvanáctého roku života sestry následně začaly pořádat koncerty a hudební produkce. S programem měly značný úspěch a následně podnikly výjezdy do zahraničí. Okolo roku 1890 navštívily Anglii, v roce 1891 potom Francii (Paříž a další místa), kde byly představeny jako Les jumelles de Bohême (Česká dvojčata). Na cestách je pak doprovázeli jejich rodiče či sestřenice Anna Truhlářová. Postupně měly turné po řadě evropských zemí, hostovaly pak také ve Spojených státech amerických, kde mj. vystoupily také pro komunity amerických Čechů. Vystupovaly také ve Varieté Tichý (pozdější Karlínské divadlo) v Praze. Po turné se vracely do rodného kraje, v roce 1896 uspořádaly vystoupení také v Milevsku nedaleko od Skrýchova. Možností jejich chirurgického oddělení se roku 1906 zabýval mj. Otakar Kukula, později bylo od tohoto pokusu upuštěno. Jejich impresáriem se posléze stal Italo-Američan Ike Rosa.
Obě sestry byly různé si svými povahami: Růžena byla extrovertní a společenská, Josefa pak introvertní. Ještě většího zájmu veřejnosti se jim dostalo poté, co Růžena Blažková otěhotněla. Jméno otce dítěte nikdy neuvedla, veřejně se spekulovalo, že jím je Ike Rosa. Dne 16. dubna 1910 se v Praze narodil František Blažek, dítě bez jakýchkoli zdravotních komplikací. Ve své době se jednalo o jediný úspěšný porod zaznamenaný u siamského dvojčete.

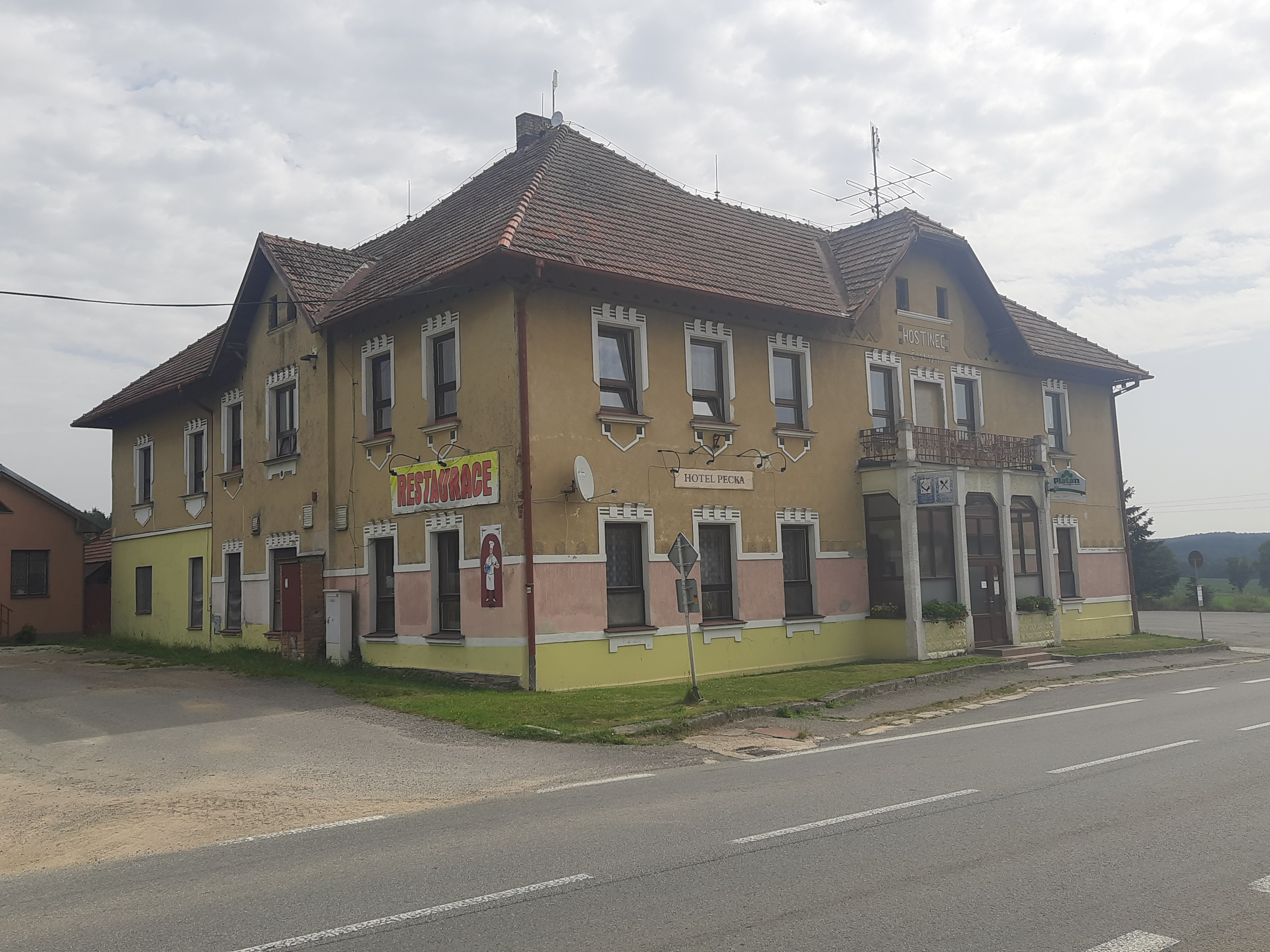
Hotel Pecka v Božeticích, někdejší hostinec Na zastávce postavený roku 1911 sestrami Blažkovými (Božetice 111, 2024)

V roce 1911 si nechaly v blízkých Božeticích u Sepekova postavit hostinec Na zastávce, který vlastnily, pronajímaly a následně se sem vracely trávit svou dovolenou. Byl umístěn přímo naproti zdejší železniční zastávce.

### Úmrtí
Šířeji vystupovat pak opět začaly po první světové válce. V roce 1921 znovu odcestovaly na turné do Spojených států. Zde jedna z nich těžce onemocněla (zápal plic, možná španělská chřipka). Sestry byly hospitalizovány v Chicagu, zdejší lékaři následně vyhodnotili, že již není možné nemocné pomoci. Druhé z nich navrhli operativní zákrok, který měl díky fyzické autonomii obou značnou naději na úspěch. Ta ale odmítla a po smrti své sestry přibližně za půl hodiny také zemřela na otravu krve. Bylo jim 44 let.
Jejich ostatky byly v USA zpopelněny, popel byl pak převezen do Československa a uložen v rodinném hrobě na hřbitově v Sepekově. Na Českém národním hřbitově v Chicagu byl pak umístěn jejich kenotaf.
Sestry Blažkovy zmiňuje u hesla „Zrůdnosti“ také Ottův slovník naučný.

## V umění
Jejich památku připomínají provozovatelé stále funkčního sepekovského penzionu, nyní pod názvem Hotel Pecka. Sestry se staly rovněž námětem povídky Egona Erwina Kische Srostlé sestry či posměšné písně Le cas de Rosa Josepha francouzského autora Paula Lacka z roku 1910.